# Otto Reiniger

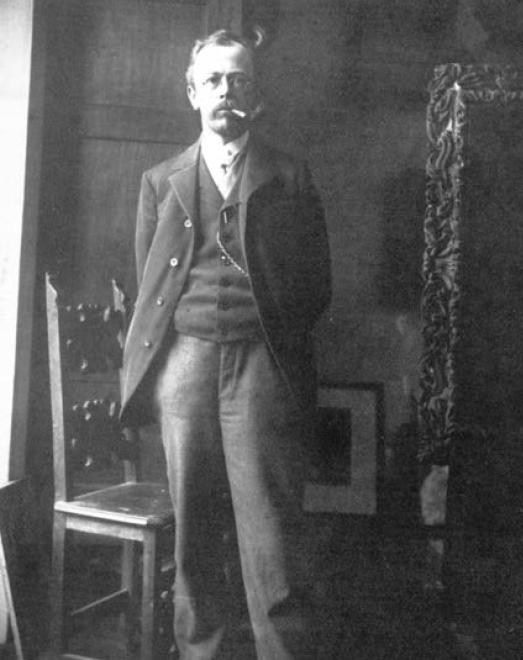
Retrato de Otto Reiniger 1903 en la Villa San Remigio, Pallanza

Otto Reiniger (27 de febrero de 1863 en Stuttgart-24 de julio de 1909 en la finca Tachensee cerca de Weilimdorf —hoy en Stuttgart—) fue un pintor paisajista impresionista alemán.

## Vida

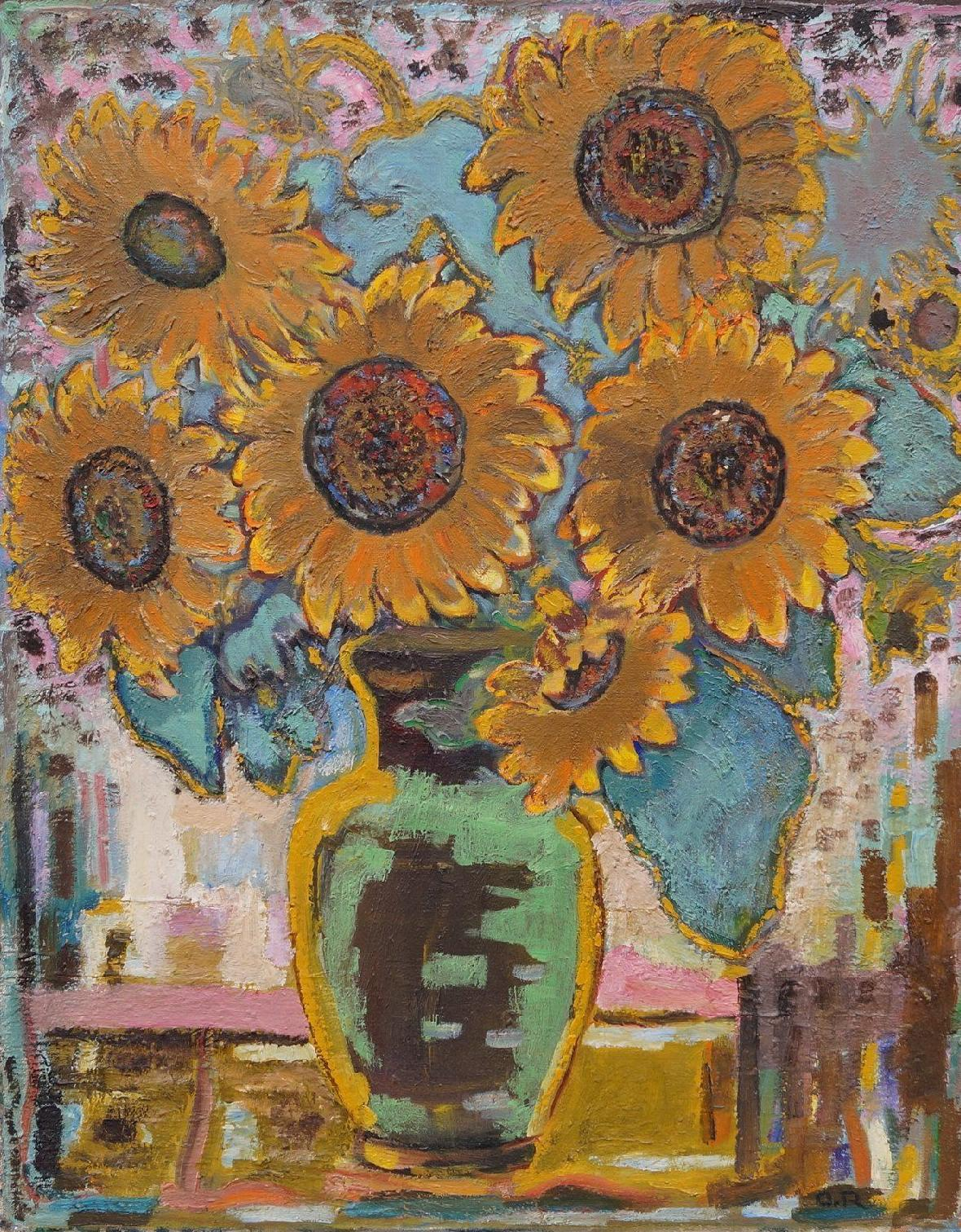
Flores inspiradas en Vincent van Gogh, 1907-1909

Reiniger era hijo del fabricante de cigarros y concejal de la ciudad de Stuttgart Gottlieb Albert Reiniger (1803-1868) y su esposa Luise Boeltz (1823-1913). Después de asistir al Eberhard-Ludwig-Gymnasium en Stuttgart, estudió en la Academia Estatal de Bellas Artes con Jakob Grünenwald y Albert Kappis, después en la Academia de Bellas Artes de Muúnich de enero a abril de 1883 y tomó lecciones de Joseph Wenglein. En el mismo año se quedó en Olevano Romano en el centro de Italia (de junio a noviembre) y en los años siguientes realizó varios viajes de estudios a Italia. En su monografía Die Deutsche Kunstakademien: Formación de artistas entre la tradición y la vanguardia, Ekkehard Mai escribe sobre el aprendizaje de Reiniger: "El pintor de historia y de género Jakob Grünenwald, también formado en Múnich, Friedrich Keller, Albert Kappis y Adolf von Donndorf marcaron el rumbo del arte en Stuttgart en la novena década del siglo XIX. Pero no lo suficiente, porque Múnich seguía siendo el destino, considerando los períodos de formación allí de Haug, Otto Reiniger y Hermann Pleuer.

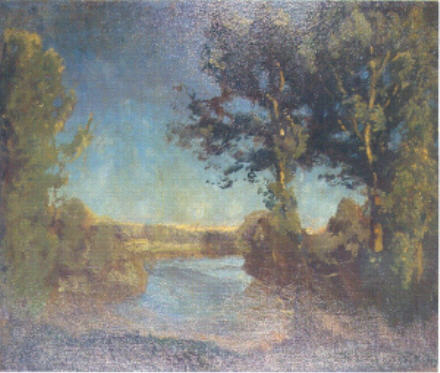
Otto Reiniger: Paisaje del Neckar, 1903

En 1888 regresó a Stuttgart y se instaló allí. En 1883 se había casado con Marie Schraudolph (1867-1951), hija del pintor y profesor de la Academia de Arte de Stuttgart Claudius Schraudolph el Joven (1843-1902). En 1906, Reiniger se trasladó a una finca en el Tachensee, que se encuentra entre Korntal y Weil im Dorf. Dos años antes, gran parte de sus obras habían sido destruidas en un incendio en su estudio de Stuttgart.
Reiniger era tío y padrino de la pintora Helene Wagner, que desde el 23 de abril de 1878 fue alumna de Christian Landenberger (también un pintor impresionista). Vivió y trabajó hasta su muerte, el 16 de septiembre de 1956, en Stuttgart y creó paisajes, bodegones, retratos, especialmente retratos de niños. La artista permaneció soltera.
Otto Reiniger fue miembro de la Deutscher Künstlerbund. 

## Premios y honores
En 1900, Reiniger obtuvo el título de profesor, pero no ocupó un puesto docente. Una calle de Stuttgart lleva su nombre. También hay un camino de Otto Reiniger en Ostfildern, cerca de Stuttgart.
Theodor Heuss, de 1949 a 1959 el primer presidente federal de la República Federal de Alemania, escribió en una carta fechada el 4 de febrero de 1947 al político del SPD Fritz Ulrich: "Si los nombres van a venir de las artes visuales, entonces puede elegir a los grandes pintores de Württemberg como Otto Reiniger, Hermann Pleuer, Friedrich Keller (...) (...)" 

## Creación artística

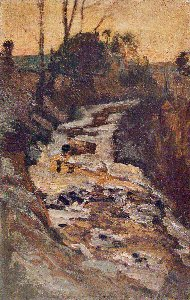
Otto Reiniger Feuerbach en Otoño, el tema favorito de Reiniger a principios de la década de 1890

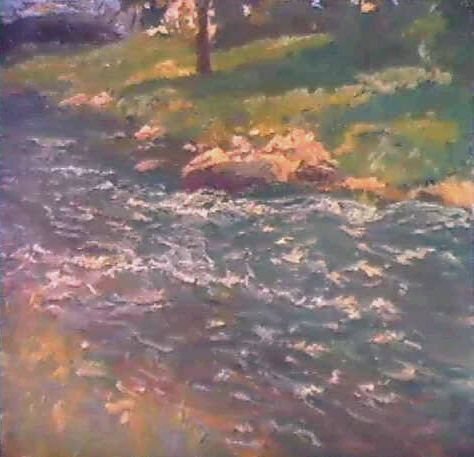
Paisaje de río Otto Reiniger. “Indiscutiblemente, Reiniger fue el maestro insuperable en hacer fluir el agua. (I.Schmid)

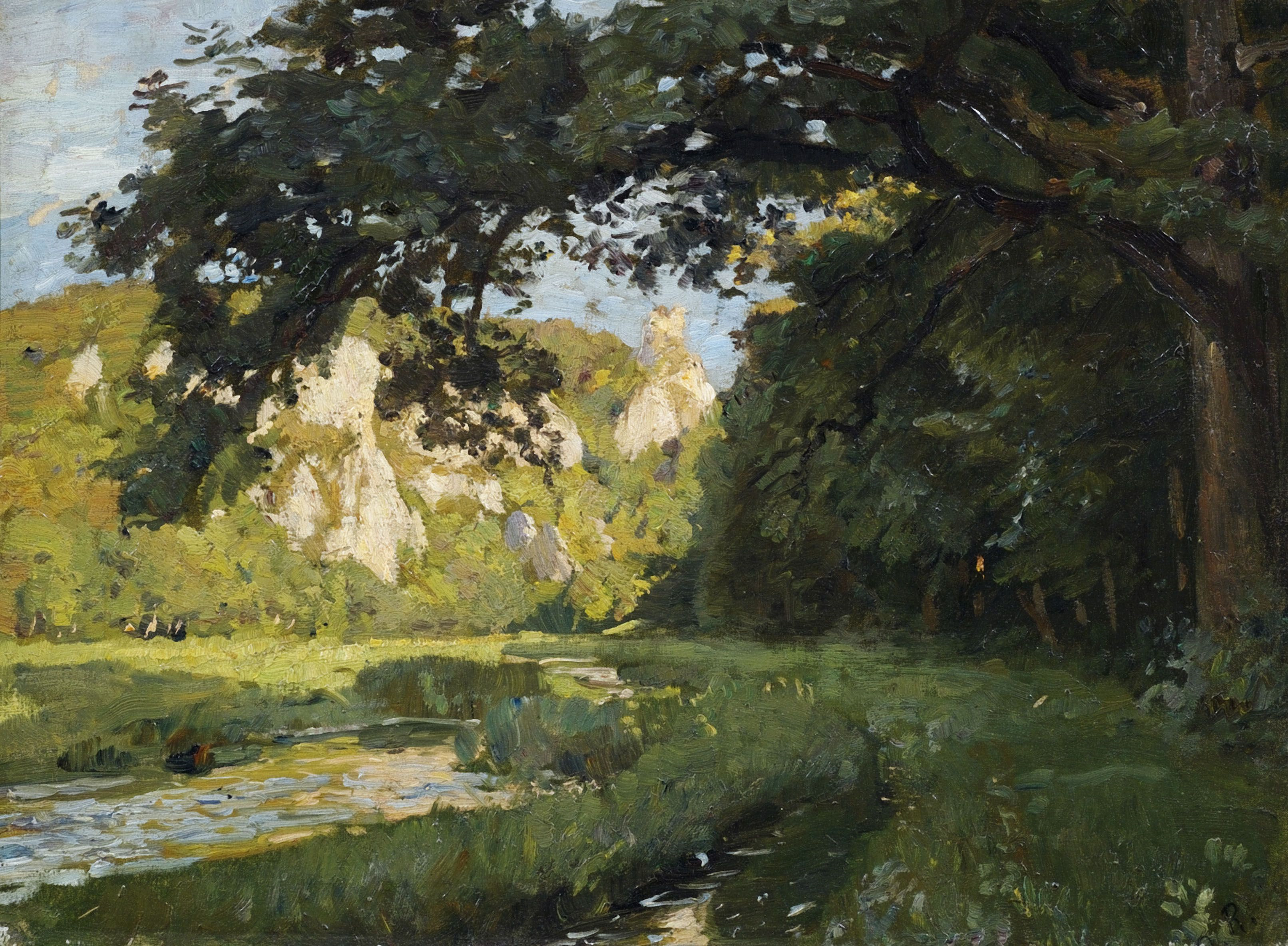
Otto Reiniger: Paisaje de verano, hacia 1909

Otto Reiniger es considerado uno de los representantes más importantes del llamado impresionismo suabo. Incluso fue caracterizado como "el paisajista líder entre los impresionistas de Suabia" por el profesor Ingobert Schmid. El maestro de Reiniger, Albert Kappis es considerado el pionero de esta escuela. Una descripción del impresionismo de Suabia dice en una descripción del Kunstmuseum de Stuttgart: “En todas las regiones de Europa alrededor de 1900 se retomó y adaptó la pintura al aire libre de los impresionistas. El impresionismo suabo no forma un grupo fijo; más bien, reúne a artistas que han procesado los fuertes impulsos culturales de Francia de manera muy independiente. Con sus cuadros de estaciones de tren, Hermann Pleuer retomó un motivo típicamente impresionista: la vida moderna. Otto Reiniger pintó el paisaje alrededor de Stuttgart como un idilio impregnado de luz. Y Christian Landenberger, que enseñó como profesor en la Academia de Stuttgart, desarrolló sus propios motivos a partir de la pintura de Múnich. Su influencia todavía se puede sentir en Oskar Schlemmer y Otto Meyer-Amden, quienes estudiaron en la Academia de Stuttgart. Sin embargo, Reiniger también perteneció a la Secesión de Múnich.
Al principio, Reiniger atrajo la atención de los artistas contemporáneos, críticos y galeristas, incluidos Max Liebermann y Paul Cassirer. Otto Reiniger debe la difusión de su obra a un público más amplio, sobre todo al apoyo del mecenas Franz Freiherr von Koenig Fachsenfeld. Principalmente creó pinturas de su tierra natal de Suabia, en particular de paisajes de arroyos y ríos en diferentes estados de iluminación.
En el artículo citado anteriormente, Ingobert Schmid escribió sobre el desarrollo y el efecto extraordinario de la obra de Reiniger: "Incluso cuando apareció por primera vez en Múnich, se lo consideró como uno de los progresistas. Mientras estudiaba el “Feuerbach”, su tema favorito a principios de la década de 1990, Reiniger desarrolló su estilo de pintura con un estilo vivo y un colorido tenue de su propio carácter. Una gradación extremadamente fina de los tonos y una estructura de superficie rugosa creada con un cepillo de cerdas logran efectos extremadamente atractivos. El timbre de su paleta –el timbre de su voz, por así decirlo– hace inconfundible a Reiniger. Indiscutiblemente, Reiniger fue el maestro insuperable de hacer fluir el agua. Hacia el cambio de siglo, se anuncia un cambio en la obra de Reiniger, probablemente estimulado por su encuentro con cuadros de los impresionistas franceses, que se exhibieron por primera vez en Stuttgart en 1901 en el Württembergischer Kunstverein y luego en 1904 en el Museo de Bellas Artes (hoy la Galería Estatal). Después de que Reiniger hubiera preferido previamente el tipo de imagen de primer plano, la vista ahora se amplía y el timbre apagado se reemplaza por una luminosidad de color más brillante. El estudio “Neckar bei Hofen” proporciona un ejemplo impresionante de esto. Entre los muchos admiradores de Reiniger se encontraba el pintor Hans Molfenter (1884-1979), quien consideraba a Reiniger como el pintor con mayor sentimiento por la naturaleza.
Aunque Otto Reiniger, que obtuvo el título de profesor en 1900, no ocupó ningún cargo docente, marcó tendencia para toda una generación de paisajistas suabos, como Karl Schickhardt (1866-1933) y Erwin Starker (1872- 1938), quienes estuvieron representados en la exposición de Murrhardt). Cuadros 'al estilo de Otto Reiniger' también se pueden encontrar entre las primeras obras de la joven estudiante de la academia María Caspar-Filser y los de Willi Baumeister.
Por el 100 aniversario de la muerte de Reiniger en diciembre de 2009 se organizó una exposición de sus obras completas en el castillo de Fachsenfeld en Aalen.
Del 9 al 25 de marzo de 2012 tuvo lugar en la reunión de la comunidad de Korntal y del 29 de abril al 20 de mayo de 2012 en el museo de historia local de Münchingen una exposición titulada "Pintura en Strohgäu 1900-1960. De Otto Reiniger a Sepp Vees". Un comunicado de prensa sobre la exposición decía: “El enfoque de la presentación está en las obras de Otto Reiniger (1863–1909), quien es uno de los pintores paisajistas impresionistas alemanes más importantes. Sus pinturas son de importancia nacional. En 1905 se instaló en la finca Tachensee cerca de Korntal. En su estela, otros artistas como Erwin Starker, Hermann Umgelter y Franz Heinrich Gref también se sintieron atraídos por Strohgäu.

## Colecciones
- Kunstmuseum Stuttgart – Galería de la Ciudad de Stuttgart. La historia de los orígenes de la colección municipal está ligada a la obra de Reiniger. Comienza en 1924 con la dotación de la colección privada del Marchese Silvio della Valle di Casanova, que constaba de obras de los impresionistas de Stuttgart Hermann Pleuer, Otto Reiniger y Christian Landenberger.
- Castillo de Fachsenfeld, Aalen
- Museo Nuss, Weinstadt-Stümpfelbach
- Ciudad de Korntal-Münchingen, museo local de Münchingen